# Distretto di Porbandar
Il distretto di Porbandar è un distretto del Gujarat, in India, di 536 854 abitanti. Il suo capoluogo è Porbandar.